# Riserva naturale Antiche Città di Fregellae e Fabrateria Nova e del Lago di San Giovanni Incarico
La riserva naturale Antiche Città di Fregellae e Fabrateria Nova e del Lago di San Giovanni Incarico è un'area naturale protetta situata nei comuni di San Giovanni Incarico, Arce, Ceprano e Falvaterra, in provincia di Frosinone, istituita nel 1997.

## Territorio
Si estende per un'area di 715 ettari lungo le sponde del lago di San Giovanni Incarico e d'Isoletta d'Arce , costituito dallo sbarramento delle acque del fiume Liri nel tratto in cui incontra quelle del Sacco nel territorio di Arce.

## Zona archeologica
Entro i confini della riserva ricadono anche due importantissime aree archeologiche; gli scavi della città di Fregellae e i resti affioranti di Fabrateria Nova, quest'ultima non ancora oggetto di indagini scientifiche.

## Flora
Le presenze floristiche contano specie tipiche delle golene come Iris pseudacorus, salici e pioppi.

## Fauna
Di discreta importanza la fauna ittica. Il lago di San Giovanni Incarico è un'area di sosta durante le migrazioni di specie aviarie.
Nel 2008 è stata avvistato un esemplare di lontra adulta.